# Place Pie-II

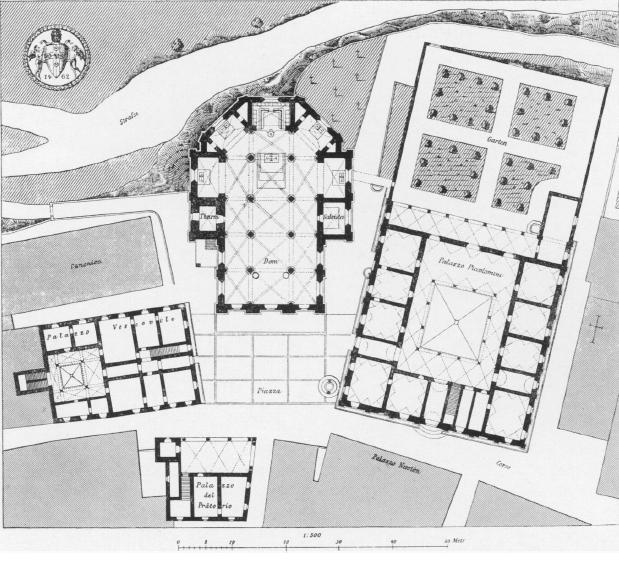
Plan de la place Pie-II.

La place Pie-II est la place principale du centre historique de Pienza, premier modèle de la cité idéale conçue par les humanistes de la Renaissance dû au futur  Pie II. 
L'architecte  Bernardo Rossellino, qui fut chargé du schéma d'ensemble de la ville, n'eut le temps que de faire bâtir le palais Piccolomini, le Duomo sur les bords de la place.
D'autres bâtiments entourent la place (en forme de trapèze) accessible par le corso Rosselino qui la traverse côté nord : 
- le Palazzo Comunale côté nord, en face du Duomo.
- le Palazzo Vescovile sur le côté est.
- Un puits de marbre blanc à potence (XVe siècle) (probablement du puisage de citernes[1]), côté corso Rossellino.

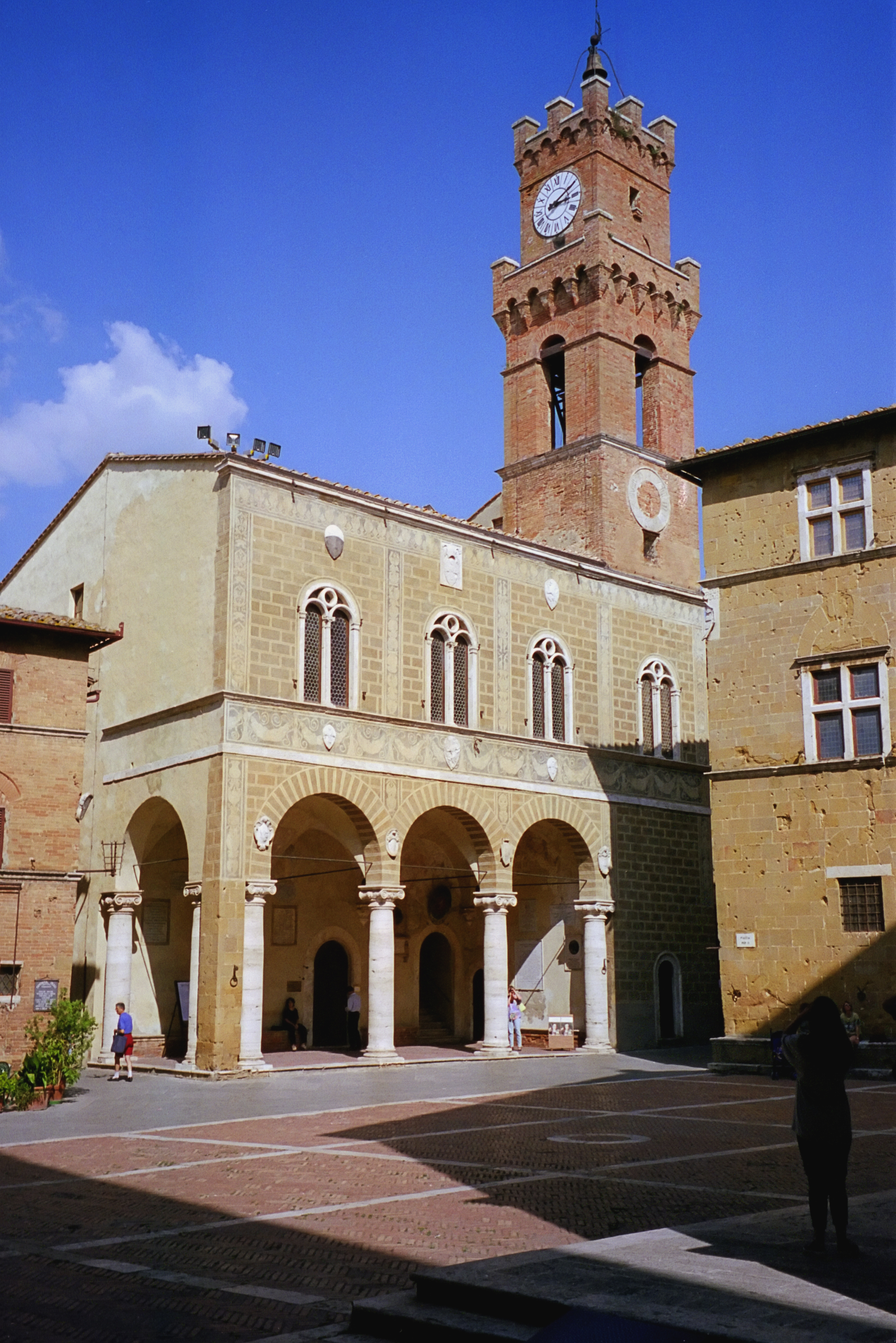
Parvis de la cathédrale et  colonnade du  palais communal.
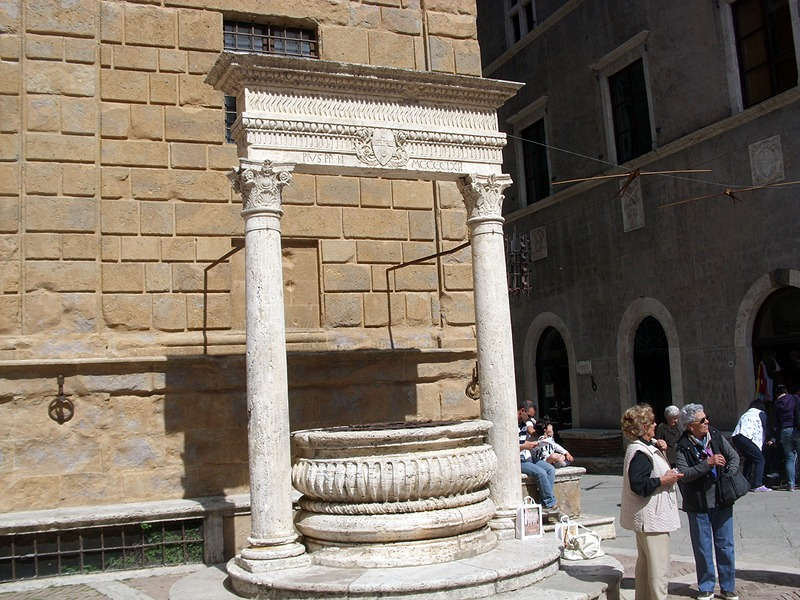
Puits coin Palais Piccolomini/corso Rosselino.
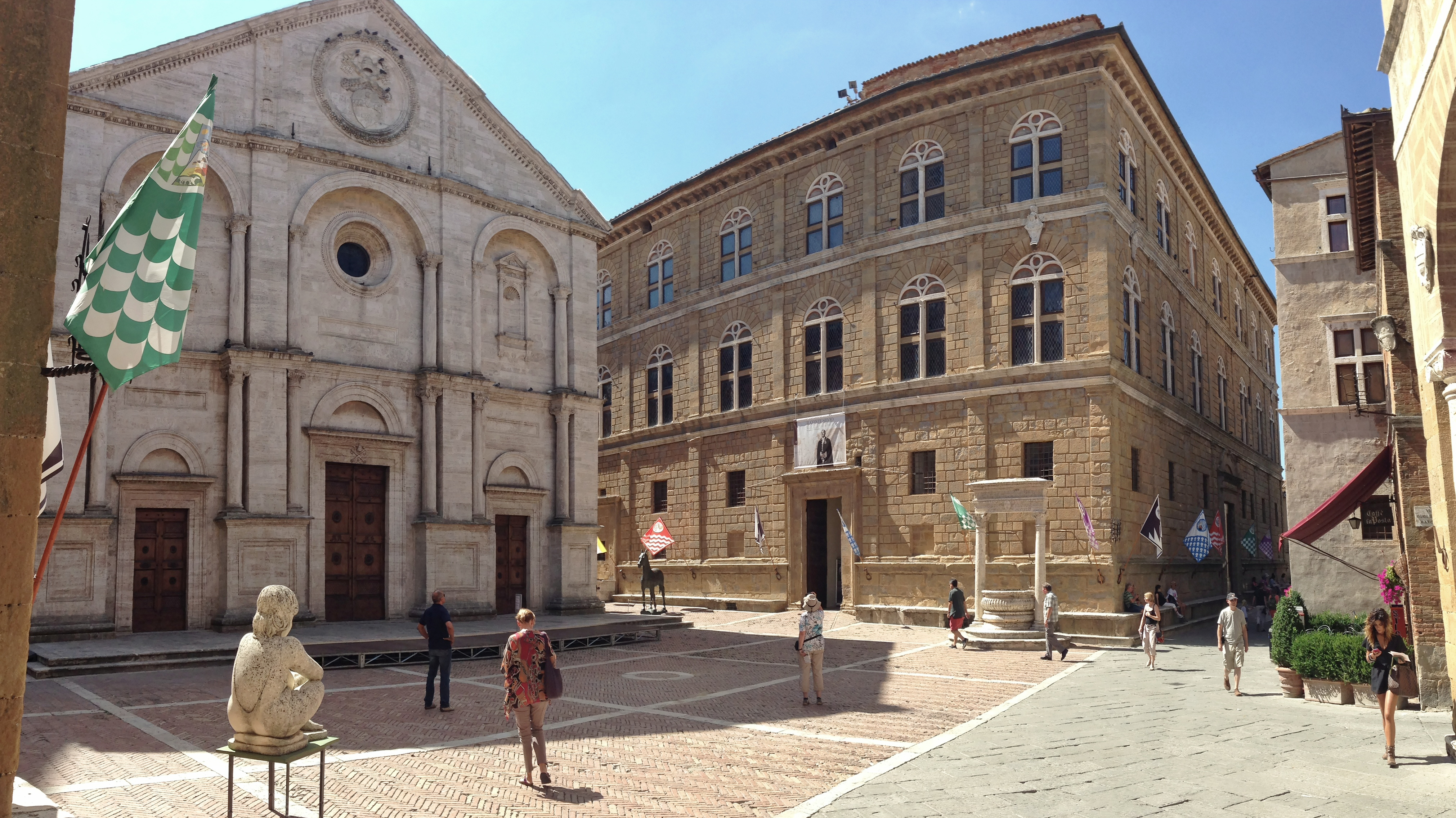
Les façades du Duomo et du palais Piccolomini à sa droite.
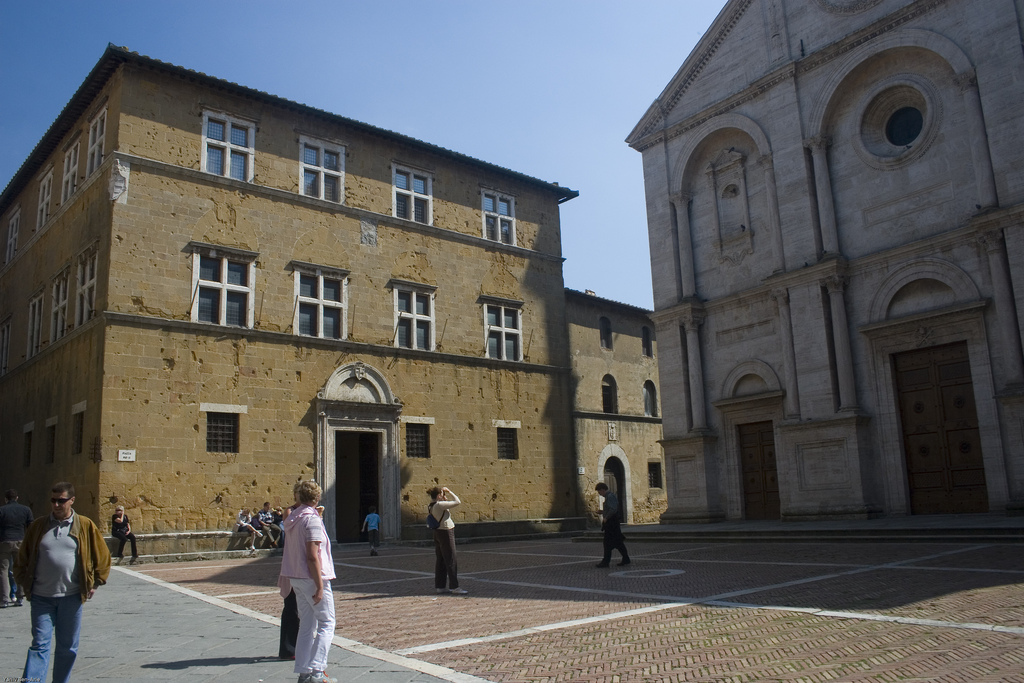
Le palais épiscopal à gauche du Duomo.

La place est réputée pour être le lieu du jeu boules local : la Ruzzola del Formaggio (lancers de meules aplaties de Pecorino stagionato de Pienza).
Les ruelles, entre les bâtiments vers le sud, de chaque côté des flancs du Duomo, débouchent sur un panorama  du val d'Orcia et du Mont Amiata.